# Ptychocheilus oregonensis
Ptychocheilus oregonensis és una espècie de peix cipriniforme de la família dels ciprínids.

## Morfologia
Els mascles poden assolir els 63 cm de longitud total.

## Distribució geogràfica
Es troba al Canadà i als Estats Units.